# Courtonne-les-Deux-Églises

Courtonne-les-Deux-Églises este o comună în departamentul Calvados, Franța. În 1 ianuarie 2022 avea o populație de 629 de locuitori.